# Bonjeania nitidifrons
Bonjeania nitidifrons är en tvåvingeart som först beskrevs av Macquart 1850.  Bonjeania nitidifrons ingår i släktet Bonjeania och familjen stilettflugor. Inga underarter finns listade.